# Hestina horishana
Hestina horishana är en fjärilsart som beskrevs av Ushioda 1938. Hestina horishana ingår i släktet Hestina och familjen praktfjärilar. Inga underarter finns listade i Catalogue of Life.